# Leopold Querfeld
Leopold Querfeld (* 20. Dezember 2003 in Wien) ist ein österreichischer Fußballspieler. Er steht beim 1. FC Union Berlin unter Vertrag.

## Karriere

### Verein
Querfeld begann seine Karriere bei der Union Mauer. Im Februar 2012 kam er in die Jugend des SK Rapid Wien, bei dem er ab der Saison 2017/18 auch in der Akademie spielte.
Im Oktober 2020 debütierte er für die zweite Mannschaft von Rapid in der 2. Liga, als er am siebten Spieltag der Saison 2020/21 gegen den SC Austria Lustenau in der Halbzeitpause für Paul Gobara eingewechselt wurde. Im November 2021 stand er in der UEFA Europa League gegen Dinamo Zagreb erstmals im Kader der ersten Mannschaft Rapids und absolvierte auch sein erstes Spiel für Rapid. Seinen ersten Treffer erzielte der Innenverteidiger gegen RB Salzburg. Im Februar 2023 wurde die Verlängerung des auslaufenden Vertrags bis Ende Juni 2025 bekanntgegeben. Mitte April 2023 zog sich Querfeld im Derby gegen FK Austria Wien einen Seitenbandriss im linken Knie zu und fiel damit bis Saisonende aus. In seinen drei Jahren bei den Rapid-Profis kam Querfeld insgesamt zu 54 Einsätzen in der Bundesliga.
Zur Saison 2024/25 wechselte er nach Deutschland zum 1. FC Union Berlin. Sein Bundesligadebüt gab er zum Saisonstart am 24. August 2024 beim 1:1-Unentschieden im Auswärtsspiel gegen den 1. FSV Mainz 05; sein erstes Bundesligator erzielte er in seinem 18. Punktspiel am 9. März 2025 (25. Spieltag) beim 2:1-Sieg im Auswärtsspiel gegen Eintracht Frankfurt mit dem Treffer zum 1:1 in der 62. Minute. Nur wenige Wochen danach gelang ihm beim 4:4-Unentschieden gegen den VfB Stuttgart am 30. Spieltag in der 38. Spielminute ein Traumtor aus 30 Metern zur 3:2-Führung.

### Nationalmannschaft
Im Juni 2021 debütierte Querfeld gegen Italien für die österreichische U-18-Auswahl. Im September 2021 gab er gegen die Türkei sein Debüt im U-19-Team. Mit der U-19-Auswahl nahm er 2022 an der EM teil. Während des Turniers kam er in allen vier Partien zum Einsatz und erzielte dabei auch zwei Tore, mit Österreich schied er aber in der Gruppenphase aus und verpasste anschließend auch die Qualifikation für die WM.
Im September 2022 gab er gegen Montenegro sein Debüt für die U-21-Auswahl. Im August 2023 wurde Querfeld erstmals in den Kader der A-Nationalmannschaft berufen. Sein Debüt im Nationalteam gab er dann im März 2024, als er in einem Testspiel gegen die Slowakei in der Startelf stand. Im Mai 2024 wurde er in den vorläufigen Kader Österreichs für die EM 2024 berufen und schaffte es schlussendlich auch in den endgültigen Kader.

## Sonstiges
Querfeld ist der jüngste Sohn des bekannten Cafétiers Berndt Querfeld, der in Wien eine Reihe von Kaffeehäusern betreibt, darunter das Café Landtmann, das Café Mozart und das Café Museum.